# Хпеджчай
Хпеджчай (Ага-Камар) — река в России, в Республике Дагестан, левый приток реки Курах. Протекает по территории Агульского и Курахского районов. В верховье носит название Ганарирух.

## География
Берёт начало из родников на юго-западном склоне хребта Колохдаг на территории Агульского района и впадает в реку Курах с левого берега в 56 км от устья. Длина реки 18 км, общее падение 1360 м, площадь водосбора 59,6 км².
В долине реки расположены населённые пункты: Хпюк, Урсун, Шимихюр, Хпедж.

## Данные водного реестра
По данным государственного водного реестра России, относится к Западно-Каспийскому бассейновому округу, водохозяйственный участок реки — Самур, речной подбассейн реки — отсутствует. Речной бассейн реки — Терек.
Код объекта в государственном водном реестре — 07030000412109300002750.